# Дело Ольги Рукосыла
Дело Ольги Рукосыла — мистификация, связанная с якобы имевшим место убийством НС-скинхедами в Иркутске девушки из-за ношения ею красных шнурков, воспринятых как символ движения «антифа».

## Первое упоминание
Впервые сообщение об убийстве появилось (вероятней всего, 16 октября 2008 года) на сайте «Индимедиа» и гласило:
«8 октября 2008 года около 22 часов в Иркутске в районе Синюшина гора была убита 16-летняя Ольга Рукосыла. Как рассказывают очевидцы, к ней подошли трое молодых людей, одетых по наци-скинхед моде, задали какой-то вопрос, дёрнули за руку. В ответ Ольга что-то резко ответила. После этого её повалили на землю и в течение нескольких минут избивали ногами. Прохожие вызвали „скорую“, которая отвезла девушку в больницу, но в ту же ночь она скончалась».
Новость впервые появилась в среде иркутской неформальной тусовки. Первоначальную информацию иркутским антифашистам предоставил человек по имени Виктор Денвер, один из участников иркутской неформальной тусовки. Утверждалось, что причиной для убийства стали красные шнурки девушки, отличительный признак сторонника движения «антифа». Вскоре появилась фотография девушки и названы клички её убийц.
Новость быстро распространилась по другим новостным сайтам, включая Gazeta.ru (через несколько часов они сняли сообщение, усомнившись в его достоверности), Newsru.com, интернет-портал «Сова», радио «Эхо Москвы», газета «Аргументы и факты» и многие другие, а также в «Живом Журнале». В Москве и Берлине прошли акции в память об убитой, информацию об убийстве опубликовала немецкая газета «Die Tageszeitung».

## Демистификация
Вскоре, однако, выяснилось, что данная история никогда не имела места в действительности. Журналисты газеты «Восточно-Сибирская правда», связавшись с правоохранительными органами в Иркутске, выяснили:
1. что милицией не зафиксировано никакого подобного убийства;
2. что ни в больницы, ни в морги Иркутска девушка с описанными травмами не поступала;
3. что в Иркутске и Иркутской области вообще не зарегистрированы жители с фамилией Рукосыла.

Также не было обнаружено ни родителей, ни друзей девочки, ни школы, в которой она училась, ни очевидцев, на которых ссылались новостные сообщения.

## Журналистское расследование
После поступления вышеуказанной информации иркутская газета «СМ Номер один» вместе с Александром Черных, по прозвищу «Maskodagama» (антифашист, один из первых разместивших в интернете на своей страничке информацию о «смерти» Оли), провели собственное расследование, в результате которого выяснилось:

Что непосредственно предшествовало всемирной популярности Ольги Рукосылы? Как она появилась в Интернете? Расследовав эти вопросы, мы сегодня можем со всей убеждённостью утверждать, что московские антифа вовсе не придумали эту девушку. То есть ни Саша, ни Влад не являются убийцами Рукосылы. А появилась в Сети эта виртуальная особа совершенно случайно. В начале второй декады октября на закрытый от общего доступа форум московских антифа пришла информация от их иркутских коллег.

…Но пришло не как достоверная информация, а в стиле «люди говорят, что…»

…Эта информация пришла с пометкой, что родные девушки просили не распространять эту информацию, так как подозреваемые уже задержаны, — это иркутские скинхеды Бумер и Дэф, но отец девушки, полковник милиции, решил разобраться с этой историей в частном порядке. Целую неделю на этом закрытом форуме шло обсуждение — этично ли выкладывать информацию вопреки воле родителей. Потом ситуация разрешилась сама собой — какая-то легкомысленная девушка, подписанная на рассылки этого форума, получила эту информацию и выложила её в своём сетевом дневнике. Это всё равно что написать её на заборе — она становится открытой всем праздношатающимся по Сети.

…Молчать более не имело смысла, и тогда Саша Maskodagama опубликовал её на сайте «Индимедиа»…

9 декабря 2008 года интернет-рупор сибирских антифашистов «Индимедиа-Сибирь» разместил «Заявление по поводу „убийства“ Ольги Рукосылы»:

Изначально информация поступала по закрытым каналам с просьбой не распространять её в открытых источниках. Но через некоторое время информация всё же просочилась в открытый интернет, анонимно была размещена на сайте «Индимедиа-Россия» и начала широко освещаться в сети. С момента публикации новости по настоящий момент мы предприняли множество попыток установить, что же произошло на самом деле, проживала ли в Иркутске девушка по имени Ольга Рукосыла, имелись ли в указанный день убитые в этом районе и т. д.

Мы считаем нужным заявить, что, судя по всему, убийства Ольги Рукосылы не было. По крайней мере, мы не располагаем информацией, подтверждающей это. Основой исходного информационного сообщения стали слова двух жителей Иркутска, которые представились друзьями погибшей, рассказали подробности случившегося, сообщили её имя и фамилию, предоставили фотографии.

## Причины
Достоверная причина мистификации (как и вопрос, кто изображён на фотографии, выдаваемой за фотографию жертвы) остаётся пока неизвестной. Писательница Елена Чудинова и националист Владимир Тор среди возможных причин мистификации называли привлечение внимания к движению «антифа», провокацию неонаци, а также отвлечение внимания общественности от имевшего место в это же время реального изнасилования и убийства русской девушки Ани Бешновой выходцем из Средней Азии.
Журналист Дмитрий Соколов-Митрич предложил ввести термин «рукосыла» для обозначения жанра информационной мистификации.